# Daphne van den Broek
Daphne van den Broek (Groningen, 28 september 1992) is een Nederlands rolstoelbasketbalster. Haar positie is forward.

## Loopbaan
Van den Broek begon op 11-jarige leeftijd met rolstoelbasketbal, bij HSVB in Haren. Na daar drie seizoenen te hebben gespeeld, stapte ze over naar Devedo in Ermelo om in de Eredivisie te gaan spelen. Een jaar later werd ze geselecteerd voor het Nederlands Jeugdteam. In 2008 speelde ze haar eerste Jeugd Europees kampioenschap in het Turkse Adana. In 2012 speelde ze het Jeugd Europees kampioenschap in Engeland. Bij beide toernooien eindigde het team op een zevende plaats. Van den Broek deed vervolgens in 2013 mee aan het Europees kampioenschap voor speelster onder de 25 jaar in Engeland, waar ze met het team goud won. Op het Europees kampioenschap onder de 25 jaar in het Duitse Hannover in 2014, verdedigde het team deze titel met succes. Sinds 2014 traint Van den Broek fulltime mee op het Centrum voor Topsport en Onderwijs op Papendal in Arnhem. In hetzelfde jaar werd ze geselecteerd voor het Nederlands team. In 2015 maakte ze deel uit van de selectie die in het Engelse Worcester zilver won op het Europees Kampioenschap. Daarmee kwalificeerde het team zich voor de Paralympische Spelen Rio 2016. Momenteel speelt Van den Broek in de Eredivisie bij DOV in Leeuwarden.

## Handicap
Van den Broek is 2,5 maand te vroeg geboren. Als gevolg van complicaties kreeg haar rechterbeen geen zuurstof en antibiotica. Uiteindelijk is haar rechtervoet afgestorven. De groeischijven in de botten en rechterheup waren zo aangetast dat er van groei in het rechterbeen geen sprake meer was.

## Dagelijks leven
In 2014 is Daphne van den Broek afgestudeerd aan het CIOS in Heerenveen als bewegingsagoog.

## Projecten
Van den Broek is een van de Friese Parasporthelden van Sport Fryslân, een groep van tien talentvolle jongeren die een voorbeeld willen zijn voor de gehandicapte sporters in Friesland. Ze is daarnaast een van de Rookies2Rio: Dit project van NOC*NSF, onder leiding van Esther Vergeer, heeft als doel om zeven jonge Paralympische sporters in alle opzichten zo goed mogelijk voor te bereiden op hun mogelijke uitzending naar de Paralympische Spelen van 2016 in Rio de Janeiro.